# Eagle (navă)
Eagle este un velier cu trei catarge folosit de Poliția de Coastă Statelor Unite (în engleză : United States Coast Guard) pentru paza coastelor. Velierul aparținea marinei militare germane (în germană : Kriegsmarine), care îl folosea ca navă-școală și a fost capturat de americani în anul 1945, numele inițial al navei fiind „Horst Wessel”, după numele unui ofițer SA (SA-Unterscharführer) german.
Nava face parte dintr-o serie de 6, construite la șantierele Blohm und Voss din Hamburg, Germania. Prima din serie, „Gorch Fock”, a fost considerată insuficientă, așa că următoarea, „Horst Wessel”, a fost construită după aceleași planuri, doar puțin mai lungă, 89,6 m față de 81,25 m. A fost lansată la apă în 13 iunie 1936.
Destinația inițială a navei a fost de navă-școală, cu baza la Kiel. În 1940, în timpul celui de Al Doilea Război Mondial a fost pentru scurt timp navă auxiliară a viceamiralului flotei. Ultimul comandant german a fost locotenentul Schnibbe, care a transferat în 1946 nava în SUA.

## Navele surori
Cele 6 nave „surori” din seria din care face parte Eagle sunt:
- Gorch Fock I, lansată în 1933, devenită după 1947 Tovarișci, navă școală a URSS și răscumpărată de Germania în 2003.[3]
- Eagle, ex „Horst Wessel”, lansată în 1936
- Sagres, navă școală a marinei portugheze, lansată în 1937
- Mircea, navă școală a marinei române, lansată în 1938
- Herbert Norkus, lansată în 1947, scufundată
- Gorch Fock II, lansată în 1958 navă școală a marinei Germane